# Туризм в Бразилии
Туризм в Бразилии является растущим и одним из ключевых секторов экономики Бразилии. 
В 2010 году страну посетили более 5 млн человек, что выводит страну на второе место по количеству туристов в Южной Америке и на третье место в Латинской Америке после Мексики и Аргентины. 
Доход от международного туризма, который в 2010 году достиг $5,9 млрд, показывает выход страны из экономического кризиса 2008—2009 годов; в 2011 году доход от туризма составил $6,7 млрд при 5,4 млн туристов.
Бразилия предлагает для туристов достаточно разнообразные варианты отдыха: экологический туризм, который является одним из наиболее популярных, курорты, приключенческий туризм, а также исторический и культурный туризмы. Наиболее популярными направлениями являются дождевые леса Амазонии, пляжи и дюны в регионе Северо-восточном регионе, впадина Пантанал, пляжи Рио-де-Жанейро и Санта-Катарины, культурная и исторический туризм в Минас-Жерайсе и деловой туризм в Сан-Паулу.

## Международный туризм
| Международный туризм в Бразилии 1995—2011 | Международный туризм в Бразилии 1995—2011 | Международный туризм в Бразилии 1995—2011 | Международный туризм в Бразилии 1995—2011 | Международный туризм в Бразилии 1995—2011 |
| Год                                       | Количество туристов (тыс.)                | Годовой рост (%)                          | Общие доходы (миллионов долларов США)     | Годовой рост (%)                          |
| ----------------------------------------- | ----------------------------------------- | ----------------------------------------- | ----------------------------------------- | ----------------------------------------- |
| 1995                                      | 1991                                      | -                                         | 972                                       | -                                         |
| 2000                                      | 5313                                      | -                                         | 1810                                      | -                                         |
| 2003                                      | 4133                                      | -                                         | 2479                                      | -                                         |
| 2004                                      | 4794                                      | 16,0                                      | 3222                                      | 30,0                                      |
| 2005                                      | 5358                                      | 11,8                                      | 3861                                      | 19,8                                      |
| 2006                                      | 5019                                      | -6,3                                      | 4316                                      | 1,1                                       |
| 2007                                      | 5025                                      | 0,1                                       | 4953                                      | 14,8                                      |
| 2008                                      | 5050                                      | 0,5                                       | 5780                                      | 16,7                                      |
| 2009                                      | 4802                                      | -4,9                                      | 5305                                      | -8,2                                      |
| 2010                                      | 5161                                      | 7,5                                       | 5919                                      | 11,6                                      |
| 2011                                      | 5400                                      | 4,6                                       | 6775                                      | 14,5                                      |

По данным Всемирной туристской организации (ВТО) международный туризм в Бразилии начал быстро расти с 2000 года, в частности в 2004 и 2005 годах. 
Однако в 2006 году произошло замедление роста туристических поездок, а в 2007 и 2008 годах было почти полное отсутствия роста. 
Несмотря на это падение, доходы от международного туризма продолжает расти, с 3,8 млрд в 2005 году до 4,9 млрд долл. в 2007. Эта положительная тенденция является результатом сильной девальвации американского доллара по отношению к бразильскому реалу, который начался в 2004 году. Но эта тенденция изменилась в 2009 году, когда количество посетителей и доходы упали в результате экономического кризиса 2008—2009 годов. К 2010 году индустрия восстановилась, количество туристов достигло уровня 2006 года (5,1 млн), а доход составил $5,9 млрд. В 2011 году был поставлен рекорд — 5,4 млн посетителей и более $6,7 млрд прибыли.
В 2005 году доходы от туризма составили 3,2 % прибыли страны от экспорта товаров и услуг, а также представили 7 % от рабочих мест в бразильской экономике. В 2006 году прямая занятость в этом секторе достигла 1,8 млн человек. 
В периоде 2008—2016 гг. Бразилия стабильно находилась на 29—30 месте в списке стран по количеству туристических отправлений[прояснить] из страны; в 2016 г. этот показатель составил 8,5 млн отправлений — это второе место среди стран Латинской Америки
В 2005 году наиболее посещаемыми городами Бразилии стали Рио-де-Жанейро, Фос-ду-Игуасу, Сан-Паулу, Флорианополис и Сальвадор. Самыми популярными направлениями для деловых поездок были Сан-Паулу, Рио-де-Жанейро и Порту-Алегри.
| Самые посещаемые города Бразилии в 2005 году | Самые посещаемые города Бразилии в 2005 году | Самые посещаемые города Бразилии в 2005 году | Самые посещаемые города Бразилии в 2005 году | Самые посещаемые города Бразилии в 2005 году | Самые посещаемые города Бразилии в 2005 году | Самые посещаемые города Бразилии в 2005 году | Самые посещаемые города Бразилии в 2005 году | Самые посещаемые города Бразилии в 2005 году |
| Отдых, курорты                               | Отдых, курорты                               | Отдых, курорты                               | Деловой туризм                               | Деловой туризм                               | Деловой туризм                               | Другие направления                           | Другие направления                           | Другие направления                           |
| Место (2005)                                 | Город, район                                 | %                                            | Место (2005)                                 | Город, район                                 | %                                            | Место (2005)                                 | Город, район                                 | %                                            |
| -------------------------------------------- | -------------------------------------------- | -------------------------------------------- | -------------------------------------------- | -------------------------------------------- | -------------------------------------------- | -------------------------------------------- | -------------------------------------------- | -------------------------------------------- |
| 1-е                                          | Рио-де-Жанейро                               | 31.5                                         | 1-е                                          | Сан-Паулу                                    | 49.4                                         | 1-е                                          | Сан-Паулу                                    | 32.5                                         |
| 2-е                                          | Игуасу                                       | 17.0                                         | 2-е                                          | Рио-де-Жанейро                               | 22.3                                         | 2-е                                          | Рио-де-Жанейро                               | 25.0                                         |
| 3-е                                          | Сан-Паулу                                    | 13.6                                         | 3-е                                          | Порту-Алегри                                 | 8.2                                          | 3-е                                          | Белу-Оризонти                                | 6.4                                          |
| 4-е                                          | Флорианополис                                | 12.1                                         | 4-е                                          | Куритиба                                     | 5.4                                          | 4-е                                          | Салвадор                                     | 6.3                                          |
| 5-е                                          | Салвадор                                     | 11.5                                         | 5-е                                          | Белу-Оризонти                                | 4.1                                          | 5-е                                          | Игуасу                                       | 5.1                                          |
| 6-е                                          | Балнеариу-Камбориу                           | 6.7                                          | 6-е                                          | Кампинас                                     | 4.1                                          | 6-е                                          | Куритиба                                     | 4.6                                          |
| 7-е                                          | Форталеза                                    | 6.4                                          | 7-е                                          | Бразилиа                                     | 3.4                                          | 7-е                                          | Флорианополис                                | 4.0                                          |
| 8-е                                          | Натал                                        | 5.8                                          | 8-е                                          | Игуасу                                       | 3.0                                          | 8-е                                          | Порту-Алегри                                 | 3.6                                          |
| 9-е                                          | Бузиус                                       | 5.4                                          | 9-е                                          | Салвадор                                     | 2.7                                          | 9-е                                          | Форталеза                                    | 3.4                                          |
| 10-е                                         | Манаус                                       | 4.0                                          | 10-е                                         | Флорианополис                                | 1.8                                          | 10-е                                         | Бразилиа                                     | 3.1                                          |

Больше всего посещают Бразилию туристы из Аргентины (20.2 %), США (12.4 %) и Италии (5.3 %). Список стран, туристы которых чаще всего посещают Бразилию за 2006—2008 годы:
| Количество туристов по странам (2006—2008) | Количество туристов по странам (2006—2008) | Количество туристов по странам (2006—2008) | Количество туристов по странам (2006—2008) | Количество туристов по странам (2006—2008) | Количество туристов по странам (2006—2008) | Количество туристов по странам (2006—2008) | Количество туристов по странам (2006—2008) |
| ------------------------------------------ | ------------------------------------------ | ------------------------------------------ | ------------------------------------------ | ------------------------------------------ | ------------------------------------------ | ------------------------------------------ | ------------------------------------------ |
| Место в рейтинге                           | Страна                                     | Количество туристов (2008)                 | %                                          | Количество туристов (2007)                 | %                                          | Количество туристов (2006)                 | %                                          |
| 1                                          | Аргентина                                  | 1,017,675                                  | 20.15                                      | 920,210                                    | 18.31                                      | 933,061                                    | 18.63                                      |
| 2                                          | США                                        | 625,506                                    | 12.39                                      | 699,169                                    | 13.91                                      | 721,633                                    | 14.41                                      |
| 3                                          | Италия                                     | 265,724                                    | 5.26                                       | 268,685                                    | 5.35                                       | 287,898                                    | 5.75                                       |
| 4                                          | Германия                                   | 254,264                                    | 5.03                                       | 257,719                                    | 5.13                                       | 277,182                                    | 5.53                                       |
| 5                                          | Чили                                       | 240,087                                    | 4.75                                       | 260,430                                    | 5.18                                       | 167,357                                    | 3.34                                       |
| 6                                          | Португалия                                 | 222,558                                    | 4.41                                       | 280,438                                    | 5.58                                       | 299,211                                    | 5.97                                       |
| 7                                          | Парагвай                                   | 217,709                                    | 4.31                                       | 206,323                                    | 4.11                                       | 198,958                                    | 3.97                                       |
| 8                                          | Франция                                    | 214,440                                    | 4.25                                       | 254,367                                    | 5.06                                       | 275,913                                    | 5.51                                       |
| 9                                          | Испания                                    | 202,624                                    | 4.01                                       | 216,373                                    | 4.31                                       | 211,741                                    | 4.23                                       |
| 10                                         | Уругвай                                    | 199,403                                    | 3.95                                       | 226,111                                    | 4.50                                       | 255,349                                    | 5.10                                       |
| 11                                         | Великобритания                             | 181,179                                    | 3.59                                       | 176,948                                    | 3.52                                       | 169,627                                    | 3.39                                       |
| 12                                         | Колумбия                                   | 96,846                                     | 1.92                                       | 45,838                                     | 0.91                                       | 50,103                                     | 1.00                                       |
| 13                                         | Перу                                       | 93,693                                     | 1.86                                       | 96,336                                     | 1.92                                       | 64,002                                     | 1.28                                       |
| 14                                         | Боливия                                    | 84,072                                     | 1.66                                       | 61,990                                     | 1.23                                       | 55,169                                     | 1.10                                       |
| 15                                         | Нидерланды                                 | 81,936                                     | 1.62                                       | 83,554                                     | 1.66                                       | 86,122                                     | 1.72                                       |
| Количество туристов по континентам         |                                            |                                            |                                            |                                            |                                            |                                            |                                            |
| 1                                          | Южная Америка                              | 2,070,391                                  | 41.0                                       | 1,906,451                                  | 37.9                                       | 1,818,352                                  | 36.2                                       |
| 2                                          | Европа                                     | 1,776,333                                  | 35.2                                       | 1,906,078                                  | 37.9                                       | 1,951,528                                  | 38.9                                       |
| 3                                          | Северная Америка                           | 765,380                                    | 15.2                                       | 821,921                                    | 16.4                                       | 855,098                                    | 17.0                                       |

Выездной туризм
Число бразильских туристов, путешествующих за границей, неуклонно растет начиная с 2003 года. Расходы на туризм за рубежом вырос с $5,7 млрд в 2006 году до $8,2 млрд в 2007 году (расходы выросли на 42,45 %). Эта тенденция вызвана бразильцами, воспользовавшимися Реалом во время своих путешествий, который приводит к относительно дешевым расходам за рубежом. В 2006 году 3,9 % населения страны осуществило путешествия за границу.

### Сравнение с другими странами Латинской Америки
Ниже приведены сравнительная сводка ключевых показателей туризма Бразилии по сравнению со странами Латинской Америке. Показатели приведены в таблице ниже.
| Страны Латинской Америки | Туристы (тыс.) | Доход от туризма (млн) |
| ------------------------ | -------------- | ---------------------- |
| Аргентина                | 5,288          | 4,930                  |
| Бразилия                 | 5,161          | 5,919                  |
| Чили                     | 2,766          | 1,636                  |
| Коста-Рика               | 2,100          | 2,111                  |
| Куба                     | 2,507          | Неизвестно             |
| Доминиканская Республика | 4,125          | 4,240                  |
| Мексика                  | 22,395         | 11,872                 |
| Панама                   | 1,317          | 1,676                  |
| Перу                     | 2,299          | 2,274                  |
| Уругвай                  | 2,352          | 1,496                  |

- Зеленый цветом отмечены самые высокие показатели, а желтым показатели Бразилии.

### Туристские визы
Туристические визы были отменены для жителей Андорры, Австрии, Аргентины, Багамских Островов, Барбадоса, Бельгии, Боливии, Болгарии, Чешской Республики, Чили, Колумбии, Коста-Рики, Хорватии, Дании, Эквадора, Финляндии, Франции, Германии, Великобритании, Греции, Гватемалы, Гайаны, Гонконга, Венгрии, Исландии, Ирландии, Израиля, Италии, Лихтенштейна, Литвы, Люксембурга, Макао, Малайзии, Монако, Намибии, Нидерландов, Новой Зеландии, Норвегии, Мальты, Панамы, Парагвая, Перу, Филиппин, Польши, Португалии, Румынии, России, Сан-Марино, Словакии, Словении, Южной Африки, Южной Кореи, Испании, Суринама, Швеции, Швейцарии, Таиланда, Тринидада и Тобаго, Турции, Украины, Уругвая, Ватикана и Венесуэлы.
Туристические визы распространяются на преподавателей международных конференциях, на посещение родственников и/или друзей, на неоплачиваемые участия в спортивных или художественных соревнованиях или событиях (в данном случае приглашение от спонсора организации Бразилии не требуется) и на неоплачиваемые участия в научных семинарах.

## Внутренний туризм
Внутренний туризм является одним из основных сегментов рынка, в 2005 году 51 млн бразильцев путешествовали по стране, а доходы от них достигли $21,8 млрд, что в 5,6 раза больше, чем от иностранных туристов.
Основными целями поездок стали посещение друзей и родственников (53,1 %), курорты (40,8 %) и культурный туризм (12,5 %).
Самыми посещаемыми бразильцами районами стали Сан-Паулу (27,7 %), Минас-Жерайс (10,8 %), Рио-де-Жанейро (8,4 %), Баия (7,4 %) и Санта-Катарина (7,2 %).